# Gilsum
Gilsum är en kommun (town) i Cheshire County i delstaten New Hampshire, USA. Vid folkräkningen år 2020 bodde 752 personer på orten. Den har enligt United States Census Bureau en area på totalt 43,23 km² varav 0,06 km² är vatten.